# Crazy Love
Crazy Love är Honey Is Cools debutalbum, utgivet 1997 på MVG Records. Skivan utgavs året efter i Japan på Rock Records med ett annat omslag.
Från skivan släpptes singeln Nach Heart.

## Låtlista
Alla texter är skrivna av Karin Dreijer. All musik är skriven av Honey Is Cool.
1. "On the Beach" - 4:15
2. "Nach Heart" - 3:35
3. "If I Go" - 4:47
4. "Drums and Boys" - 2:36
5. "Return Home" - 3:35
6. "You're a Horse" - 1:31
7. "Feed the Dog" - 2:00
8. "The Lion" - 2:27
9. "Haakon" - 2:59
10. "Then He Kissed Me" - 3:58
11. "Buildings" - 3:26
12. "Twinkle" - 1:50

## Inspelning och produktion
Crazy Love spelades in i Decibel Studios och MVG Studios (båda i Stockholm) i december 1996. Undantaget är låten "Feed the Dog" som spelades in i MNW Studios i Vaxholm i april samma år. "Drums and Boys" mixades i MVG Studios av Karin Dreijer och Staffan Larsson och "The Lion" i Decibel Studios av Adam Kviman. Övriga låtar mixades av Stefan Glaumann. Skivan mastrades i Cutting Room av Björn Engelmann.

## Medverkande
- Adam Kviman - mixning, inspelning (1–6, 8–12), ljudtekniker
- Alexander Roth - saxofon
- Anders Hernestam - maraca, darbouka
- Björn Engelmann - mastering
- Christoffer Roth - trumpet
- Curt-Åke Stefan - ljudtekniker, mixning
- Håkan Hellström - trummor, slagverk
- Jakob Krajcik - målning, design
- John Jern - gitarr
- Karin Dreijer - gitarr, sång
- Micke Herrström - producent
- Oskar Holmedal - design
- Paul Källman - arrangemang (synthar)
- Staffan Larsson - bas, bakgrundssång
- Stefan Glaumann - mixning, inspelning (1-6, 8-12, ljudtekniker
- Stina Dreijer - fotografi (pin-up)
- Viktor Brobacke - trombon

### Fotnoter
1. ↑  ”Crazy Love”. Discogs.com. http://www.discogs.com/Honey-Is-Cool-Crazy-Love/release/1217481. Läst 15 januari 2012.
2. ↑  ”Nach Heart”. Discogs.com. http://www.discogs.com/Honey-Is-Cool-Nach-Heart/release/1250024. Läst 15 januari 2012.